# Алавирта, Тойво Казимирович
Тойво Казимирович Алавирта (фин. Toivo Villiam Alavirta (27 июня 1873 г., Таммела— 23 июня 1940 г.) — финский советский социалистический политик, журналист.

## Биография
Родился в семье фабричного рабочего Казимира Альстрём.
Закончил народное и ремесленное училище, затем работал бухгалтером на текстильной фабрике.
С 1918 г. журналист социал-демократическо газеты в Форссе. Алавирта В 1906 г. вступил в Социал-демократическую партию Финляндии.
В 1916 г. был избран в парламент в 1917 году от округа Хяме. В 1918 году — редактор газеты Революционного правительства Финляндии «Тиеданантая».
Участвовал в гражданской войне в Финляндии на стороне красных.
После войны он бежал в Советскую Россию, где работал секретарем Центрального бюро финских организаций
В Ленинграде Алавирта работал директором кооперативного издательства Кирья и редактором журнала «Вапаус».
Также был секретарем и председателем ЦК СКП, а затем был избран председателем.
В 1927 г. по приглашению Сантери Нуортева переехать в Автономную Карельскую ССР, где работал в Петрозаводске репортером в газете «Пунайнен Карьяла».
В 1934 году Алавирта был избран секретарем Ухтинского райкома ВКП(б).
С 1935 по 1937 гг. Алавирта — директор Петрозаводской совпартшколы, после исключения из компартии — рабочий Петрозаводской лыжной фабрики.
Арестован 23 августа 1937 года по обвинению в контрреволюционной националистической деятельности. Он получил восьмилетний срок тюремного заключения, отбывал наказание в Усть-Вымском лагере (станция Котлас) в Республике Коми. Умер в лагере в 1940 году.
Реабилитирован в 1955 году Верховным Судом СССР.